# Petrus Ackermans
Petrus Ackermans ('s-Hertogenbosch, 23 augustus 1867 – Den Haag, 8 juli 1938) was een Nederlandse beeldhouwer.

## Leven en werk
Ackermans was een zoon van hovenier Wilhelmus Ackermans en Theodora Smolders. Hij was gehuwd met Agatha Cornelia Johanna Donkers en na haar overlijden met de pianiste Johanna Petronella Jacoba Swaving.

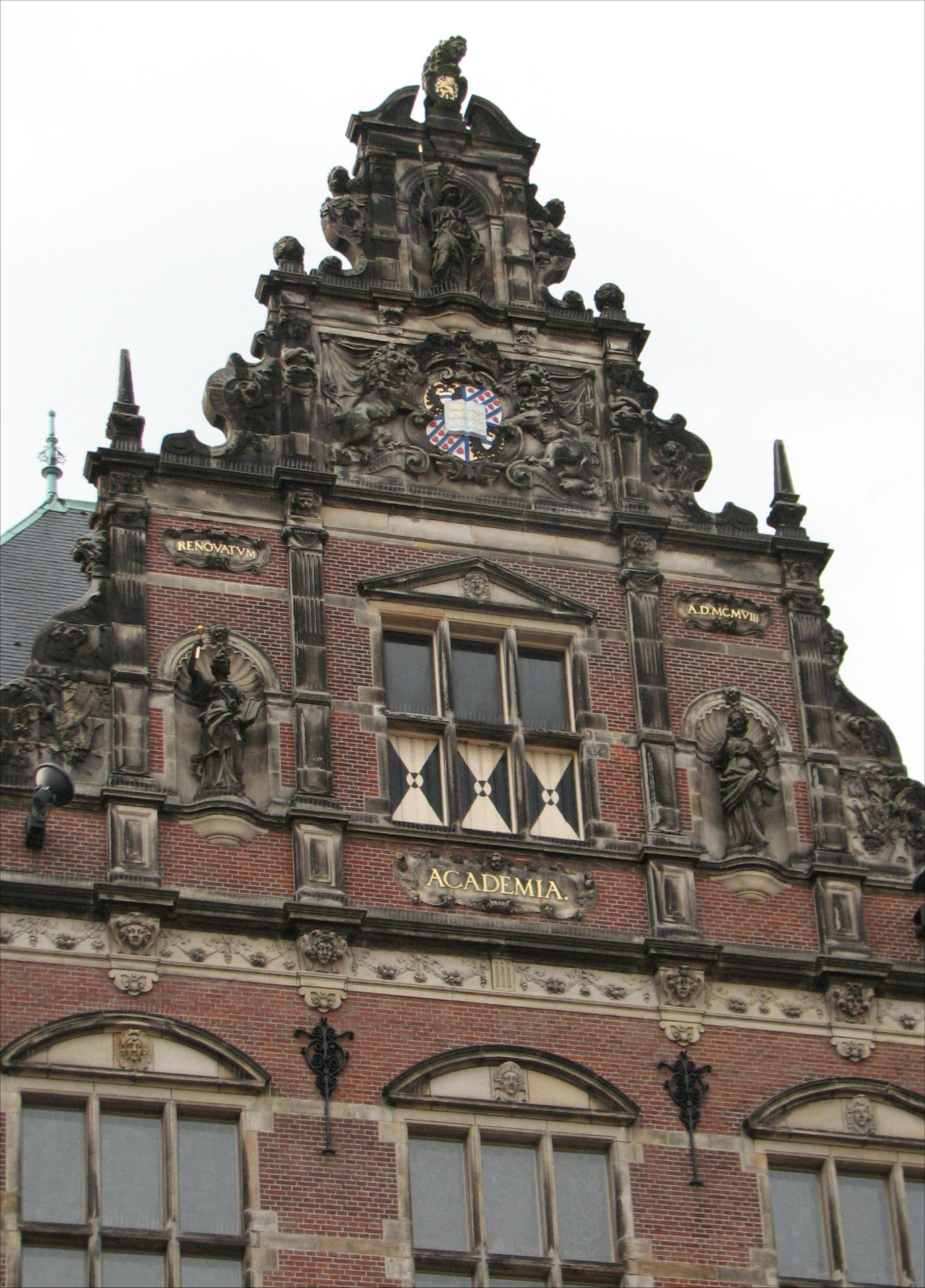
Geveltop van het Groninger Academiegebouw

Ackermans werkte begin jaren negentig van de 19e eeuw bij het Atelier Cuypers en Co. in Roermond en vervolgens enkele jaren in Duitsland. Rond 1896 vestigde hij zich in Den Haag. Hij maakte vooral ornamentaal beeldhouwwerk, waaronder sculpturen voor het Academiegebouw aan de Broerstraat (Minerva, Scientia, Historia, Prudentia, Mathematica), het gerechtsgebouw en het Provinciehuis in Groningen.